# Citroën C4 (второе поколение)

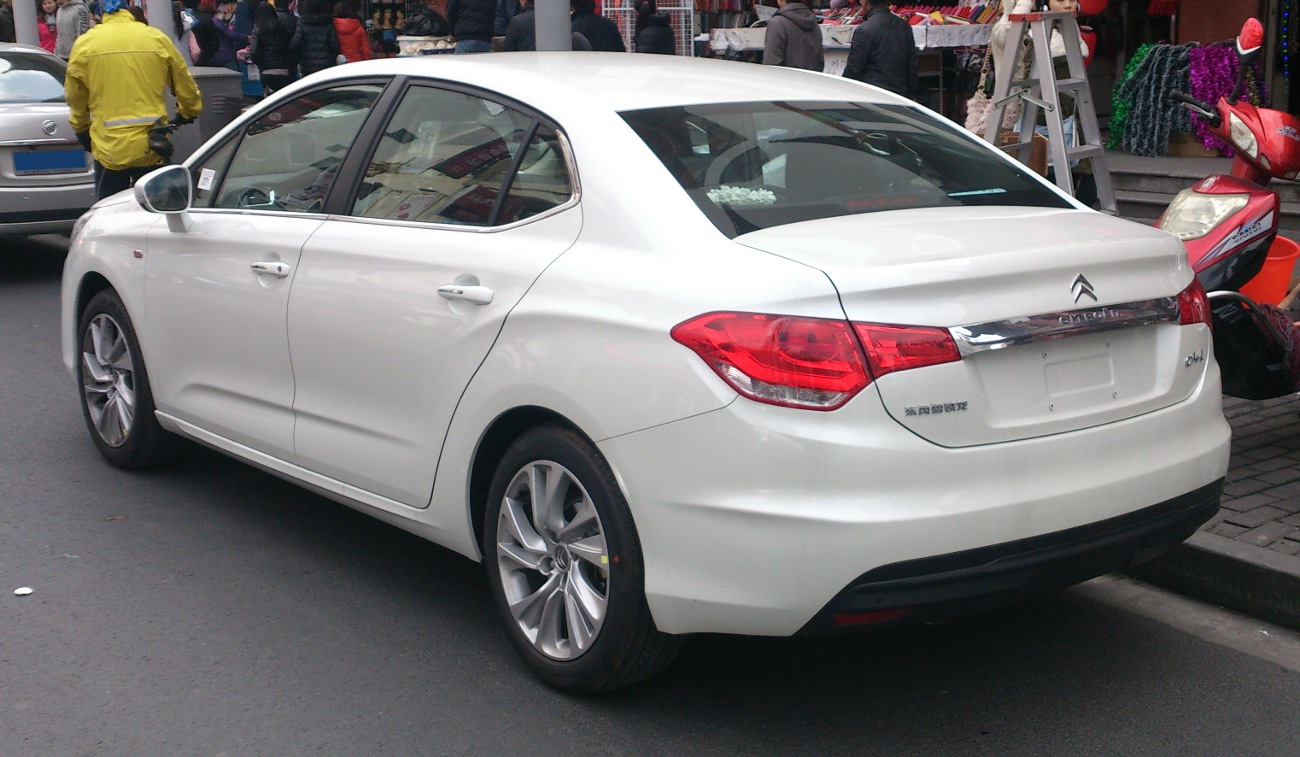
Citroën C4L (Седан)

Citroën C4 II — второе поколение компактного автомобиля Citroën C4 французской компании Citroën, входящей в концерн PSA Peugeot Citroën. Начало выпуска — июнь 2010 года.
Четвёртая модель концерна PSA, и вторая самого Citroën, построенная на общей модульной платформе PF2 2001 года, спроектированной под условные требования рыночного сегмента C.
По сравнению с Ситроен С4 первого поколения новая модель имеет идентичные внутренние размеры салона, колёсную базу, и очень близкие внешнюю ширину и высоту. Во внутренней структуре кузова сохранены равные расстояние между точками крепления передней и задней подвесок, одинаковый передний подрамник, схожая энергопоглощающая структура передней части. Длина кузова изменилась незначительно. В конструкции кузова увеличен процент прочных и высокопрочных сталей . Жёсткость на кручение возросла на 25 %. Крыша не входит в силовую схему кузова, что позволило на отдельных комплектациях применять вместо стандартной стальной крышевой панели панель из закалённого стекла.
Линейка бензиновых моторов частично сохранилась. Линейка дизельных моторов была полностью сменена на моторы HDi третьего поколения. Разработан новый салон, с применением более качественных по фактуре материалов. В дизайне салона произошёл возврат к традиционной компоновке с приборным щитком перед водителем, и отказ от использования некоторых традиционно ситроеновских элементов, например — неподвижной ступицы руля.
Улучшено базовое оснащение, расширен список доступных опций. Новая модель была разработана только в кузове 5-дверный хетчбэк. Дальнейшее расширение гаммы кузовов для европейского рынка не предусмотрено. От кузова 3-дверный хетчбэк решено было отказаться в пользу Citroën DS4. 5-дверный универсал, отсутствовавший и в предыдущей модели, заменяет наличие в линейке моделей грузопассажирского Citroën Berlingo.

## Бензиновые моторы
С момента начала выпуска на модель базово устанавливалось поколение моторов, разработанное концерном PSA в 2006—2007 году и незначительно модернизированное в 2010 году: мотор VTi с многоточечным впрыском и бездроссельным впуском, объёмом 1.4 и 1.6 литра, и мотор THP с прямым впрыском и турбонаддувом, объёмом 1.6 литра.
Четырёхцилиндровые моторы VTi и THP на 2010 год представляли собой последнее поколение бензиновых моторов концерна PSA. Оба мотора собраны на общем алюминиевом блоке цилиндров, с цепным приводом 16-ти клапанного двухвального ГРМ и гидрокомпенсаторами в приводе клапанов. Уравновешивающие валы отсутствуют. В системе охлаждения моторов применены водяной насос переменной производительности и электронно-управляемый термостат. Конструктивные отличия моторов — в устройстве ГРМ, системы питания и управления. На машины для неевропейских рынков и России опционально был предложен мотор традиционной конструкции предыдущего поколения, объёмом 1.6 литра 2002 года. Данный мотор конструктивно никак не связан с вышеупомянутыми двумя.
- Мотор VTi

Технические особенности:
Рабочий объём — 1598 см³ (77.0х85.8) / 1397 см³ (77.0х75.0)
Степень сжатия — 11.1
Система питания — многоточечный впрыск, 4 форсунки.
В газораспределительном механизме реализована возможность комплексного управления фазами впуска и выпуска по таким параметрам, как высота подъёма впускных клапанов, ширина фазы впуска, сдвиг фаз впуска и выпуска. Сдвиг фаз осуществляется гидравлическими фазовозвращателями, находящимися на впускном и выпускном распредвалах и работающими независимо друг от друга.
Педаль газа — электронная. Управление мотором осуществляется посредством изменения высоты подъёма впускных клапанов с одновременным изменением ширины фазы впуска. Данная функция реализована комбинацией шагового электродвигателя и особого кулачкового вала, воздействующего на впускные клапана через систему толкателей.
Комплексная система управления фазами позволяет мотору работать на подавляющем большинстве режимов без участия дроссельной заслонки, которая при этом находится в постоянно полностью открытом положении. Данное техническое решение снижает сопротивление на впуске и тем самым повышает КПД мотора.
Экологический класс мотора — Евро-4.
Выпускается и устанавливается на Пежо 308 в двух вариантах рабочего объёма — 1.6 и 1.4 литра. Оба варианта конструктивно идентичны и различаются лишь коленвалом и шатунно-поршневой группой под меньший ход поршня.
- Мотор THP

Технические особенности:
Рабочий объём — 1598 см³ (77.0х85.8)
Степень сжатия — 10.5
Система питания — прямой впрыск толива, турбонаддув (турбокомпрессор типа Twin Scroll с автономным охлаждением). Присутствует электронасос подкачки топлива в бензобаке, и единый механический ТНВД на общую топливную рампу, расположенный на головке блока и приводимый впускным распредвалом.
В газораспределительном механизме гидравлический фазовозвращатель установлен только на впускной распредвал. Высота подъёма клапанов и ширина фазы впуска не регулируется.
Педаль газа — электронная. Управление мотором осуществляется традиционной дроссельной заслонкой во впускном тракте.
Благодаря турбокомпрессору типа Twin Scroll потоки отработанных газов из двух последовательно работающих цилиндров не препятствуют друг другу в конце/начале такта выпуска, что ведёт к более эффективной очистке цилиндров и более эффективной работе турбокомпрессора. А прямой впрыск топлива позволяет работать на обеднённых смесях, что положительно сказывается на экономии топлива.
Экологический класс мотора — Евро-4.
- Мотор 2002 года

Технические особенности:
Рабочий объём — 1587 см³ (78.5х82.0)
Степень сжатия — 10.1
Система питания — многоточечный впрыск топлива, 4 форсунки.
Газораспределительный механизм — 16-клапанный двухвальный с приводом зубчатым ремнём. Любые системы изменения и управления фазами газораспределения отсутствуют.
Педаль газа — электронная. Управление мотором осуществляется традиционной дроссельной заслонкой во впускном тракте.
Экологический класс мотора — Евро-4.

## Дизельные моторы
Машина комплектовалась третьим поколением дизельных моторов HDi, разработанных концерном PSA для использования на машинах сегментов B, C, D, M. Моторы построены в рамках общей концепции — впрыск Common rail, турбонаддув. 

Использованы два мотора данного поколения: 1.6HDi и 2.0HDi.
- Мотор типа 1.6HDi III

Технические особенности:
Рабочий объём — 1560 см³ (75.0x85.3)
Степень сжатия — 16.0
Алюминиевый блок цилиндров с кованным коленвалом. Алюминиевая головка блока. Восьмиклапанный одновальный ГРМ, с приводом зубчатым ремнём и гидрокомпенсаторами в приводе клапанов. Уравновешивающие валы отсутствуют. Расположение турбокомпрессора — перед мотором по ходу движения машины.
Предлагался в двух версиях: базовой с турбокомпрессором изменяемой геометрии Honeywell; упрощённой с турбокомпрессором фиксированной геометрии Mitsubishi. Помимо турбокомпрессоров моторы отличаются системами питания: Continental с форсунками пьезоэлектрического типа с семью отверстиями и рабочим давлением в системе в 2000 бар; Bosch с форсунками электромагнитного типа с восемью отверстиями и давлением в системе в 1900 бар. В остальном моторы идентичны.
Выпускная система — двухкомпонентный нейтрализатор и сажевый фильтр (в версии для стран с экологическими нормами Евро-4 и ниже сажевый фильтр может отсутствовать). Экологический класс — Евро-5.
По сравнению с моторами предыдущего поколения на моторах применён комплекс мер направленных на повышение КПД мотора и уменьшение вредных выбросов, в первую очередь выбросов окислов азота. Степень сжатия понижена до 16.0, применена система рециркуляции отработанных газов, увеличен диаметр камеры сгорания в поршне, уменьшены потери на впуске и понижен уровень турбулентности потоков воздуха.
Несмотря на восьмиклапанную архитектуру ГРМ, на момент выпуска Ситроена С4 данный мотор являлся одним из самых совершённых агрегатов в своём классе, а переход на более простую конструкцию по сравнению с предыдущей шестнадцатиклапанной 2003 года, нисколько не сказался на потребительских характеристиках, которые были даже улучшены: повышена мощность во всём диапазоне оборотов (со смещением максимальной мощности в зону более низких оборотов), уменьшен уровень шума, уменьшен удельный расход топлива.
Варианты исполнения
* Индекс DV6CTED4, модель 2009 года — 112 л. с. .
* Индекс DV6DTED4, модель 2009 года — 92 л. с.
- Мотор типа 2.0HDi III

Технические особенности:
Рабочий объём — 1997 см³ (85.0x88.0)
Степень сжатия — 16.0
Чугунный блок цилиндров с кованным коленвалом. Алюминиевая головка блока. Шестнадцатиклапанный двухвальный ГРМ, с комбинированным приводом ремень-цепь и гидрокомпенсаторами в приводе клапанов. Уравновешивающие валы отсутствуют. Расположение турбокомпрессора — за мотором по ходу движения машины.
Турбокомпрессор изменяемой геометрии Honeywell. Впускной коллектор со сдвоенными каналами разной длины для каждого из пары впускных клапанов.
Система питания — Delphi с форсунками электромагнитного типа с восемью отверстиями и рабочим давлением в системе 2000 бар.
Выпускная система — двухкомпонентный нейтрализатор и сажевый фильтр. Экологический класс — Евро-5.
Как и на моторе 1.6HDi применён аналогичный комплекс мер по повышению КПД мотора и уменьшению выбросов окислов азота и углекислого газа.

## Коробки передач
- 5-ступенчатая механическая коробка собственная разработка концерна PSA. Устанавливалась ещё на Пежо 307.
- 4-ступенчатая автоматическая коробка разработана концерном PSA в сотрудничестве с концерном Renault в 2001 году для бензиновых моторов объёмом до 2 литров. На машине применена четвёртая модификация коробки. Это гидромеханический автомат безвального типа, на планетарных редукторах с гидротрансформатором. Алгоритм переключения передач адаптивного типа (под стиль езды водителя). Также коробка имеет систему ручного управления по типу Tiptronic®-Порше (смена передачи осуществляется продольным движением рычага по схеме впервые массово применённой на автомобилях Порше: при этом понижение передачи — толчком рычага в заднее нефиксируемое положение; а повышение передачи — толчком рычага в переднее нефиксируемое положение).
- 6-ступенчатая механическая коробка разработана для PSA компанией Borg Warner, способна работать с моторами с крутящим моментом до 400Нм, отличается высокой надёжностью и чёткими короткими ходами рычага.
- 6-ступенчатая роботизированная коробка, тип EGS, разработана PSA самостоятельно в 2007 году в сотрудничестве с Borg Warner (валы и шестерни) и Magnetti Marelli (управляющая электроника). Двухвальная коробка по типу механической на шестернях с синхронизаторами, с одним сцеплением и электрогидравлическими исполнительными механизмами. На машинах компакт-класса это единственная коробка среди всех роботов с одним сцеплением, разработанная с нуля: коробка не имеет донора агрегатов и механизмов среди остальных коробок, используемых PSA, а наоборот сама является донором для шестиступенчатых механических коробок. По сравнению с шестиступенчатой механической коробкой вес робота всего на 15 килограмм больше. На момент создания, возможно, являлась самой лёгкой серийной шестиступенчатой коробкой передач, работающей в режиме автомата. По уровню адаптивности под конкретные требования водителя в движении — на уровне лучших автоматических коробок мира. Однако смена передач, ввиду наличия лишь одного сцепления, происходит с разрывом потока мощности, что сопровождается некоторым толчком. В силу конструкции чрезвычайно надёжна, не склонна к перегреву и пробуксовкам. PSA заявляет, что при её создании был использован весь положительный опыт участия машин концерна в автоспорте: Пежо — в чемпионате мира на выносливость, Ситроена — в чемпионате мира по ралли. Управление коробкой возможно и подрулевыми переключателями.

## Шасси
Переднеприводное, с поперечным расположением силового агрегата. Представляет собой наиболее простую и распространённую конструкцию: передняя подвеска — тип МакФерсон, нижний Г-образный рычаг; задняя подвеска — скручиваемая балка, пружины. Несмотря на некоторую примитивность подвески, машина обладает вполне приемлемым уровнем комфорта, а управляемость может быть оценена как очень хорошая.
Рулевое управление — реечное с электрогидроусилителем и варьируемым усилием в зависимости от скорости движения. Задняя балка подвески обеспечивает эффект подруливания на покрытиях с высоким коэффициентом сцепления. Эффект подруливания проявляется при торможении на дуге как затягивание машины вовнутрь поворота. При резком отпускании педали тормоза наблюдается обратный эффект — переход машины на больший радиус.)

## Безопасность
В качестве элементов активной безопасности на машине серийно применены следующие системы:
- Антиблокировочная тормозов (ABS). 8-го поколения.
- Электронного распределения тормозных сил (EBD). Четырёхконтурный регулятор давления в тормозной магистрали каждого колеса, в зависимости от статической и динамической продольной и поперечной нагрузок на колёса во время торможения. Позволяет тормозить в поворотах любого радиуса.
- Помощи при экстренном торможении (AFU). Усилитель давления в тормозной магистрали в случае необходимости экстренного торможения.

Опционально применены системы:
- Динамической стабилизации (ESP). 8-го поколения, имеет собственный процессор, датчик положения в пространстве и датчики поперечных и продольных ускорений. Умеет бороться как со сносом автомобиля наружу поворота, так и гасить амплитуду заноса.
- Противобуксовочная (ASR). Входит в предыдущую.
- Помощи при трогании на уклоне. Только на машинах с дизельным мотором 1.6HDi и роботизированной коробкой. Установлена на машинах 1.6 с АКПП 2011 г.в.
- Контроля слепых зон. Информирует водителя о наличии машины, находящейся в возможно непросматриваемой зоне наружных зеркал заднего вида.

## Комплектации и опции
Модель впервые представлена на Парижском Автосалоне в сентябре 2010 года.
Старт продаж модели в Европе — март 2011 года.
Европейскому покупателю было предложено три-четыре (в зависимости от страны продажи) фиксированных комплектации, различающихся последовательно увеличивающимся набором включённых опций; одна-две комплектации для корпоративного клиента, и плюс обычно одна особая комплектация, наиболее близко подходящая под маркетинговые цели Ситроена на данном рынке. Также, для каждой комплектации предлагался небольшой набор дополнительных опций, установка которых производилась по желанию заказчика. Получение уникальной машины из базовой комплектации путём нанизывания только нужных заказчику опций — невозможно. Внешние отличия комплектаций минимальны — декоративные и аэродинамические элементы практически идентичны.
Цветов кузова — восемь. Салон представляет собой комбинацию из единой для абсолютно всех комплектаций цветовой и мультифактурной «основы», включающей в себя все элементы салона, кроме обивки сидений и вставок в дверные панели. Обивка сидений и дверные панели, и создающие основу цветового решения салона, представлены двумя цветами: тёмным и светлым; и четырьмя фактурами обивки сидений: два варианта ткани, ткань+кожа, кожа. Что в итоге даёт шесть фактурно-цветовых вариантов отделки салона.
Опции — типичны для машин рыночного сегмента С начала 2010-х годов, и представляют собой либо функции или устройства направленные на повышение удобства эксплуатации машины в штатных режимах и безопасности вождения, либо различные функциональные возможности сидений и трансформации салона. Из достаточно редких для машин C-сегмента опций можно отметить лишь панорамную стеклянную крышу, систему контроля слепых зон и систему определения доступного места при парковке. Какие-либо опции псевдоспортивного характера принципиально отсутствуют.
Шесть применяемых моторов можно условно поделить на три уровня мощности, по одному бензиновому и одному дизельному в каждом уровне:
- эконом — бензиновый 98 л. с. и дизельный 92 л. с.
- средний — бензиновый 120 л. с. и дизельный 112 л. с.
- верхний — бензиновый 156 л. с. и дизельный 150 л. с.

|                    | 1.4VTi-98 | 1.6HDi-92 | 1.6VTi-120 | 1.6HDi-112 | 1.6THP-156 | 2.0HDi-150 |
| ------------------ | --------- | --------- | ---------- | ---------- | ---------- | ---------- |
| 5-ступенчатая МКПП | +         | +         | +          | -          | -          | -          |
| 4-ступенчатая АКПП | -         | -         | +          | -          | -          | -          |
| 6-ступенчатая МКПП | -         | -         | -          | +          |            | +          |
| 6-ступенчатая МКПП | -         | -         | -          | +          | +          | -          |

Несмотря на некоторую простоту подвески, неизменность её архитектуры независимо от применяемого мотора, и отсутствие свободных к заказу опциональных элементов конструкции, каким-либо образом влияющих на управляемость, Ситроен достаточно тщательно подошёл к заводской настройке шасси: 5 вариантов амортизаторов, 4 варианта переднего стабилизатора, 2 варианта заднего стабилизатора, свой комплект пружин под каждый силовой агрегат, 2 варианта рулевой рейки (не считая такого же количества для праворульных машин), более 10 вариантов насосов гидроусилителя руля. На машине могут использоваться колёсные диски, диаметром от 15 до 18 дюймов, и резина до 225 мм ширины профиля.
Как и другая марка концерна концерна PSA — Peugeot, Citroen делает особый упор на дешевизну техобслуживания своих машин в гарантийный период эксплуатации. Частота ТО в Европе — 1 раз в год или в 20000 км, в зависимости что наступит ранее. Плановые регламентные работы при техобслуживании — минимального объёма, невысокой сложности и, ввиду этого, невысокой цены. Также, распространены сервисные контракты, направленные на ещё большее удешевление плановых ТО. Это особенно отличает марку от японских производителей, и в частности, от Тойоты, стоимость ТО которой в Европе за сравнимый период выше примерно в три — три с половиной раза.
Гарантия в Европе — 3 года или 100 тысяч километров.

## Модель в России
Старт продаж модели в России — май 2011 года (через два месяца после европейского). Изначально предложены три фиксированных комплектации: Динамик, Тенданс, Эксклюзив; 8 расцветок и 4 варианта салона плюс опциональный кожаный салон. На момент начала продаж выбор силовых агрегатов был ограничен мотором 1.6VTi в комплекте либо с пятиступенчатой МКП, либо с четырёхступенчатой АКП. Это объяснялось тем, что в России продавались только машины, собранные на заводе концерна PSA в Калуге из машинокомплектов, а на 2011 год калужский завод по различным причинам не получал из Франции иные силовые агрегаты. Чуть позже был добавлен силовой агрегат из мотора 1.6/2002 и пятиступенчатой МКП, также собираемый в Калуге. И ещё позже — силовой агрегат из мотора 1.6HDi-112 в комплекте с шестиступенчатой РКП и системой «старт-стоп».
Общий уровень комплектаций и возможных опций в общем и целом оказался аналогичен европейскому (за исключением пары опций не функционирующих в России — система вызова помощи и т. п.). Все машины произведённые в России, получали пакет доработок «Рашн-Пак»: дополнительную защиту моторного отсека снизу, аккумулятор повышенной ёмкости, подвеску для тяжёлых условий. Ценность этого пакета не может быть оценена однозначно: машина стала чуть выше и чуть мягче, но потеряла в управляемости. Частота планового техобслуживания в России — 20000 км или 1 год эксплуатации (что раньше наступит). Также производителем рекомендована замена моторного масла и масляного фильтра каждые 10000 км. Кузов машины по европейской традиции изготовлен из высококачественного металла, оцинкован, имеет дополнительный поверхностный грунт в местах наибольшего контакта с внешней средой и гарантию от сквозной коррозии в 12 лет.

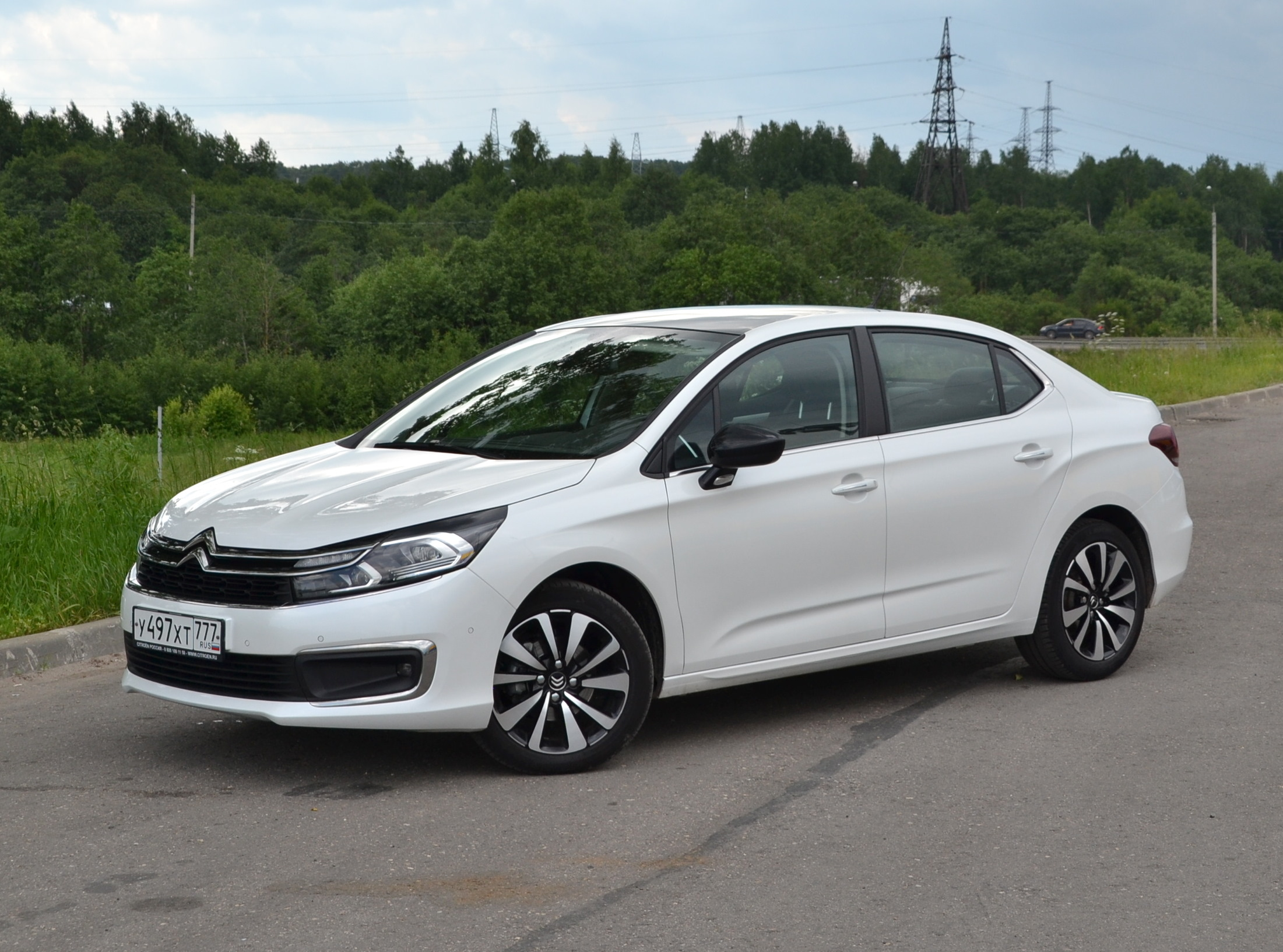
Citroen C4 Sedan для России

Мотор 1.6VTi, устанавливавшийся на подавляющее большинство продаваемых машин, наиболее приспособлен для эксплуатации в российских условиях. Без какого-либо ухудшения потребительских характеристик мотор оказался способен постоянно работать на 95-м бензине, а угар масла, вследствие его возможной порчи по причине заправки некачественным бензином, не влияет на работоспособность мотора. Система комплексного управления фазами газораспределения надёжна, и с момента продаж в России, с 2008 года, данный мотор не имеет сколь-либо известных случаев как замены, так длительных ремонтов в гарантийный период. Несмотря на то, что дизельные моторы концерна PSA к моменту выпуска модели предлагались в России на других машинах концерна уже не один год и при правильной оценке владельцем выбора АЗС для заправок зарекомендовали себя надёжными и безотказными, мотор 1.6HDi-112 на 2011 год оказался первым мотором с форсунками пьезоэлектрического типа — форсунками, крайне требовательными к качеству топлива. Какая-либо статистика эксплуатации в России моторов с данными форсунками на 2011 год отсутствует. Выбор машины с данным мотором потребует от владельца в России повышенной ответственности к подходу выбора АЗС.

## Безопасность
Автомобиль прошёл тест Euro NCAP в 2010 году:
| Euro NCAP                                               | Euro NCAP | Euro NCAP | Euro NCAP             |
| ------------------------------------------------------- | --------- | --------- | --------------------- |
| · общий рейтинг                                         |           |           |                       |
| 90%                                                     | 85%       | 43%       | 97%                   |
| взрослый пассажир                                       | ребёнок   | пешеход   | активная безопасность |
| Протестированная модель: Citroën C4 1,6 HDi, LHD (2010) |           |           |                       |